# Frédéric Rousseau
 (septembre 2013).
Si vous disposez d'ouvrages ou d'articles de référence ou si vous connaissez des sites web de qualité traitant du thème abordé ici, merci de compléter l'article en donnant les références utiles à sa vérifiabilité et en les liant à la section « Notes et références ».
Pour les articles homonymes, voir Rousseau.
Frédéric Rousseau, né le 22 décembre 1955, est un historien et agrégé d'histoire français, professeur d'histoire contemporaine à l'université Paul Valéry de Montpellier où il dirige, depuis le 1er janvier 2009, le Centre de recherches interdisciplinaires en sciences humaines et sociales (CRISES), EA-4424. Auparavant, il était directeur d'États, sociétés, idéologies, défense (ESID) depuis 2006.
Il est spécialiste de la Première Guerre mondiale.
Il a été membre du Comité de vigilance face aux usages publics de l'histoire.

## Publications
- Frédéric Rousseau, Université Paul-Valéry-Montpellier, Le suffrage universel (novembre 1850-51) : presse et parti républicain à Montpellier sous la seconde République (Mémoire d'histoire contemporaine), Montpellier, 1980, 137, XIV, 21 × 29,7 cm (SUDOC 048246018)
- Frédéric Rousseau et Jules Maurin (dir.), Université Paul-Valéry-Montpellier, La désobéissance militaire au XIXe siècle : Déserteurs et insoumis héraultais (Thèse d'histoire de 3e cycle), Montpellier, 1985, 21 × 29,7 cm (SUDOC 041172574)
- Hélène Berlan, Frédéric Bocage, Élie Pélaquier et Frédéric Rousseau (préf. Robert Laurent, postface Didier Poton de Xaintrailles), Démographie et crises en Bas-Languedoc, 1670-1890 (Mémoire ou thèse), Montpellier, Institut de recherche historique par l'informatique et la statistique, 1992, 266, II, 21 cm (ISBN 2905397489, OCLC 490071045, SUDOC 012327522)
- Frédéric Rousseau, Manuel d'initiation à l'histoire quantitative : histoire contemporaine, Gap / Paris, Les Éditions Ophrys, 1994, cartes, ill., 159, 24 cm (ISBN 2708007017 et 9782708007017, OCLC 30640641, BNF 35687089, SUDOC 00323665X, présentation en ligne)
- Frédéric Rousseau, Université Paul-Valéry-Montpellier (préf. Alan Forrest, reprise essentielle de la thèse de doctorat de 3e cycle de l'auteur), Service militaire au XIXe siècle, de la résistance à l'obéissance : un siècle d'apprentissage de la patrie dans le département de l'Hérault, Montpellier, UMR 5609 du CNRS-ESID (États sociétés idéologies défense), 1998, 224, II, 24 cm (ISBN 2842691997, OCLC 496059245, BNF 37089400, SUDOC 011010339, présentation en ligne)
- Frédéric Rousseau et Rémy Cazals, 14-18 : le cri d'une génération : la correspondance et les carnets intimes rédigés au front. La grande guerre passée au filtre de la censure et de l'autocensure, au filtre du temps et de la fiction. De la parole confisquée à la parole libérée…, Toulouse, Éd. Privat, coll. « Entre légendes et histoire », 2001 (réimpr. 2003), 160 p., 13,5 × 21 cm (ISBN 9782708908024, OCLC 421955616, SUDOC 059223731, présentation en ligne)
- Frédéric Rousseau, Le procès des témoins de la Grande Guerre : l'affaire Norton Cru, Paris, Éd. du Seuil, 2003, 314 p., 13,5 × 21 cm (ISBN 9782020413336, OCLC 402007176, SUDOC 072476850, présentation en ligne)
- Frédéric Rousseau (dir.), Christian Amalvi, Jean-Noël Grandhomme (ro), Jean-François Muracciole, Nicolas Offenstadt et al., Guerres, paix et sociétés : 1911-1946, Neuilly-sur-Seine, Atlande, 2004, 735 p., 18 cm (ISBN 2912232589, OCLC 417707924, SUDOC 07713771X, présentation en ligne)
- Frédéric Rousseau, La Grande guerre en tant qu'expériences sociales, Paris, Éd. Ellipses, coll. « Monde, une histoire / Mondes contemporains », 2006, 175 p., 19 cm (ISBN 9782729827618, OCLC 70712803, SUDOC 109076109, présentation en ligne)
- Frédéric Rousseau, L'enfant juif de Varsovie : histoire d'une photographie (Mémoire collective), Paris, Éd. du Seuil, coll. « L'Univers historique », 2009, 265 p., 13 × 21 cm (ISBN 9782020788526 et 2021212335, OCLC 429499207, SUDOC 131490664, présentation en ligne)
- (fr + de) Frédéric Rousseau (dir.), Burghart Schmidt (dir.) et Laurent Quisefit (trad. du français), Kriegsverbrechen vom 16. Jahrhundert bis zur Gegenwart : actes du colloque tenu du 4 au 6 octobre 2007 à l'université Paul-Valéry / Montpellier III [« Les dérapages de la guerre du XVIe siècle à nos jours »] (monographie multilingue), Hamburg, DOBU Verlag, 2009, 316 p., 24 cm (ISBN 3934632270 et 9783934632271, OCLC 793132314, DNB gnd/16047176-X, SUDOC 144829266, présentation en ligne)[3]
- Frédéric Rousseau (dir.) et Jean-François Thomas (dir.) (Résumés en français et en anglais), La fabrique de l'événement, Paris, Michel Houdiard Éditeur, coll. « L'Atelier des sciences humaines et sociales », 2009, 375 p., 24 cm (ISBN 9782356920126, OCLC 495323203, BNF 42017828, SUDOC 136447384, présentation en ligne)
- Frédéric Rousseau, La guerre censurée : une histoire des combattants européens de 14-18, Paris, Éd. du Seuil / Éd. Points, coll. « XXe siècle / Histoire » (no 330), 2014 (1re éd. 1999, 2003), 478 p., 13,5 × 21 cm (ISBN 9782757843772, OCLC 301628465, BNF 37034707, SUDOC 045194998, présentation en ligne)